# Stradivari (Musikinstrument)
Stradivari ist die übliche Bezeichnung für Musikinstrumente aus der Werkstatt des italienischen Geigenbauers Antonio Stradivari. Im Englischen und vielen anderen Sprachen wird die Bezeichnung Stradivarius bevorzugt (die latinisierte Form des Namens Stradivari), die auch im Deutschen manchmal verwendet wird. Im Englischen wird umgangssprachlich auch die Kurzform Strad (Aussprache: stɹæd) verwendet, so auch im Namen der Fachzeitschrift The Strad.
Musikinstrumente, die Stradivari genannt werden, sind in den meisten Fällen Violinen und nahezu immer Streichinstrumente (die Stradivari ist eine Violine oder eine Bratsche, das Stradivari ist ein Cello). Deshalb werden in diesem Artikel nur Streichinstrumente behandelt. Antonio Stradivari baute aber auch Zupfinstrumente – erhalten sind fünf Gitarren, zwei Mandolinen und eine Harfe. Diese sind in der Liste der Instrumente von Antonio Stradivari mit aufgeführt.
Streichinstrumente von Antonio Stradivari gelten als Meisterwerke von höchstem Rang und als Inbegriff der Kunst des Geigenbaus. Sie sind heute extrem teuer, die meisten sind im Besitz von Stiftungen oder vermögenden Sammlern, andere werden in verschiedenen Museen aufbewahrt. Vielfach wurde versucht, das Geheimnis ihrer Klangqualität wissenschaftlich zu ergründen. Andererseits haben Hörtests ergeben, dass Stradivari-Violinen ebenso wie andere alte Meistergeigen nicht besser klingen als sehr gute moderne Instrumente.

## Antonio Stradivari

Die „Messiah“ im Ashmolean Museum, Oxford. 1716 gebaut, zählt sie zu Stradivaris „goldener Periode“.

Antonio Stradivari (* um 1644; † 1737) lebte und arbeitete in Cremona. Wahrscheinlich war er ein Schüler von Nicola Amati. Dies besagt jedenfalls der Geigenzettel in einer Geige aus dem Jahr 1666, die als die früheste erhaltene Stradivari gilt.
Stradivari war zweimal verheiratet. Mit seiner ersten Frau Francesca bekam er sechs Kinder, mit seiner zweiten Frau Antonia fünf weitere Kinder.
Zwei Söhne aus seiner ersten Ehe, Francesco (1671–1743) und Omobono (1679–1742), wurden Geigenbauer und seine Mitarbeiter.
Stradivaris Werk als Geigenbauer wird üblicherweise in vier Perioden eingeteilt:
- Die erste Phase, bis ca. 1680, wird „Amatise“ genannt, weil Stradivaris Violinen aus dieser Phase denen von Nicolo Amati sehr ähnlich sind. Einige sind auffällig klein. Eine Ausnahme ist die „Hellier“ aus der Übergangszeit (Baujahr ca. 1679), die ungewöhnlich groß ist und außerdem zu den wenigen verzierten Instrumenten Stradivaris zählt.
- In der zweiten Phase, bis ca. 1700, experimentierte Stradivari mit einem etwas längeren Modell. Diese Zeit wird deshalb englisch long pattern genannt. In den 1680er Jahren suchte Stradivari nach seinem eigenen Modell. Er experimentierte mit den Formen, mit der Stärke der flächigen Holzteile und dem Geigenlack. Die f-Löcher wurden länger und steiler, die Schnecke bekam eine kräftigere Form.
- Als Beginn der „goldenen Periode“ gilt das Jahr 1700, als deren Ende wird meist das Jahr 1725 genannt. In dieser „goldenen“ Zeit baute Stradivari seine besten Instrumente. Zu ihren Merkmalen gehören breite Ränder und breite Ecken, der Lack hat eine typische rote Färbung. Beispiele sind die Violinen „Soil“ (1714) und „Lady Blunt“ (1721).
- Die Spätphase dauert bis zu Stradvaris Tod im Jahr 1737. In diesen späten Jahren ließ die handwerkliche Qualität etwas nach. Stradivari baute auch mit mehr als 90 Jahren noch Geigen.

Zahlreiche erhaltene Werkzeuge, Modelle und Arbeitsvorlagen aus Stradivaris Werkstatt können im Museo del Violino in Cremona besichtigt werden.

## Liste der erhaltenen Instrumente
Laut dem Handelshaus Tarisio baute Stradivari in seiner 71 Jahre langen Schaffenszeit fast 1000 Streichinstrumente. Davon sind noch etwa 650 erhalten: vor allem Violinen, aber auch „ungefähr elf“ Bratschen und rund 60 Celli, ferner zwei Tanzmeistergeigen.

## Wert
Seit etwa 1800 sind Stradivaris Instrumente sehr beliebt und erzielen Höchstpreise bei Verkäufen. Seit dieser Zeit wurden deshalb viele Nachbildungen seiner Instrumente angefertigt und mit seinem Namenszug versehen. Gute Nachbildungen sind selbst für Fachleute nur schwer zu identifizieren. Der Stradivari-Nimbus hat auch zu unrealistischen Vorstellungen bezüglich des vermeintlich unübertrefflichen Wohlklangs dieser Instrumente geführt.
Für nachweislich originale Stradivari-Instrumente zahlen Liebhaber außerordentliche Preise: 1998 wurden bei einer Versteigerung bei Christie’s in London für die „Kreutzer“ 947.500 Pfund Sterling bezahlt (etwa 1,5 Millionen Euro). Einen weiteren Rekordpreis erzielte die von Christie’s in New York versteigerte „Lady Tennant“ im April 2005: Ein unbekannter Bieter bezahlte 1,53 Millionen Euro. Am 16. Mai 2006 wurde dieser Preisrekord neuerlich in den Schatten gestellt, als Christie’s in New York die Stradivari mit dem Namen „Hammer“ für 3,544 Millionen US-Dollar (rund 2,7 Millionen Euro) versteigerte. Den bis heute höchsten Preis erzielte die vom Auktionshaus Tarisio in London im Juni 2011 versteigerte „Lady Blunt“: Ein unbekannter Bieter bezahlte bei der Internetauktion 9,8 Millionen Pfund Sterling (rund 11 Millionen Euro).
Die enorme Preisentwicklung nährt heute ein „Instrumentenspekulantentum“, an dem sich neben Händlern auch Banken und private Investoren beteiligen. Der Stradivari-Händler Dietmar Machold, ein Schwergewicht der Branche, wurde zum Betrüger. Im Konkursverfahren häuften sich im Jahr 2012 Forderungen von Gläubigern über rund 100 Millionen Euro an.

## Verleihung an Künstler
Viele Stradivari-Instrumente sind immer noch in Gebrauch. Viele hochtalentierte Künstler haben jedoch nicht die Mittel, ein solches Instrument selbst zu erwerben. Einige von ihnen profitieren von einem Mäzen, der ihnen sein Instrument leihweise überlässt, manchmal lebenslang. Zahlreiche Institutionen bemühen sich, Stradivaris und andere wertvolle Instrumente zu kaufen und sie herausragenden Musikern für eine begrenzte Zeit zur Verfügung zu stellen, damit sie ihnen und dem Publikum zugutekommen (siehe die Angaben zu Verleihungen in der Liste der Instrumente von Antonio Stradivari). Einige Vereinigungen haben es sich zur Aufgabe gemacht, Eigentümer zu motivieren, ihre Instrumente als Mäzene an Künstler zu verleihen. Die Stradivari Society ist das bekannteste Beispiel für diese Art der Vermittlung.
Die Unterstützung durch Stiftungen hat es einigen Streichquartetten und Streichtrios ermöglicht, ausschließlich auf Stradivari-Instrumenten zu spielen. Die Nippon Music Foundation hat seit 1995 vier Stradivari-Instrumente, die zusammen als  „Paganini-Quartett“ bezeichnet werden, nacheinander an verschiedene Streichquartette verliehen, zuletzt seit 2019 an das Goldmund Quartett. Von 2017 bis 2021 stattete die Stradivari-Stiftung Habisreutinger das Trio Oreade mit Stradivaris aus. Die Mitglieder des Trio Zimmermann spielen auf Stradivaris, die sie unabhängig voneinander erhielten. 

## Klang

### Charakteristik
Speziell die Violinen Stradivaris sind nicht nur bei Sammlern, sondern auch bei Musikern hochgeschätzt und begehrt. Ihr Spiel wird oft als „sehr lebhaft“ beschrieben, sie „flackern“, der Ton „bewegt sich wie ein Kerzenlicht“.
Eine weitere Besonderheit einer Stradivari ist, dass sie äußerst gut im Bereich zwischen 2000 und 4000 Hertz spielt, dem Klangbereich, in dem das menschliche Gehör am empfindlichsten ist. Dies führt dazu, dass selbst ein sehr leise gespielter Ton in einer großen Konzerthalle weithin hörbar ist, wenn er auf einer Stradivari gespielt wird.

### Untersuchungen und Theorien zur Klangqualität
Es wurden verschiedenste Untersuchungen durchgeführt, um die Klangeigenschaften von Stradivaris Instrumenten zu ergründen, und diverse Theorien entwickelt. Holzuntersuchungen der Instrumente Stradivaris zeigen, dass diesem ein akustisch ungewöhnlich gutes Material zur Verfügung stand. So zeigte etwa der Münchner Geigenbaumeister und Physiker Martin Schleske im Jahr 2002, dass das Fichtenholz einer von Stradivari hergestellten Decke eines Cellos eine Dichte von nur 390 kg/m3 aufweist, was sich auf die Klangqualität des Instrumentes günstig auswirken soll. Die Dichte von „normalem“ Fichtenholz schwankt um den Wert 450 kg/m3. Nach einer 2005 kolportierten Theorie waren die besonderen klimatischen Verhältnisse in Europa während der sogenannten „Kleinen Eiszeit“ (16.–18. Jahrhundert) dafür verantwortlich, dass zum Instrumentenbau Holzqualitäten mit geringer Dichte verwendet werden konnten, die es heute nicht mehr gibt. Die geringeren Durchschnittstemperaturen führten zu verändertem Baumwachstum mit geringerem Jahresringabstand und reduziertem Spätholzanteil (dunkler Jahresring). Je weniger Spätholz pro Jahresring gebildet wird, desto geringer ist die Rohdichte. Im Jahr 2008 brachten Berend Stoel von der Universität Leiden und der Geigenbauer Terry Borman die Theorie der „Kleinen Eiszeit“ erneut ins Spiel, und zwar mit Bezug auf die Gleichmäßigkeit der Dichte. Sie untersuchten fünf alte Geigen aus Cremona und sieben moderne Geigen im Computertomographen und fanden heraus, dass bei den alten Geigen die Holzdichte gleichmäßiger war als bei den modernen Instrumenten.
Doch kann der besondere Klang von Stradivari-Geigen nicht nur am Holz liegen, da dieses auch anderen damaligen Geigenbauern zur Verfügung stand. Er kann auch nicht an einer extrem langen Trocknungszeit der Hölzer liegen: Die Zeitdifferenz zwischen dem Schlagen des Holzes, das sich mit Hilfe der Dendrochronologie datieren lässt, und dem auf dem Geigenetikett vermerkten Baujahr betrug nur etwa 20 Jahre oder weniger. Untersuchungen von Grundierung und Lack mit dem Rasterelektronenmikroskop lassen einen ungewöhnlich hohen Anteil und eine große Schichtdicke mineralischer Stoffe erkennen.
Joseph Nagyvary, der an der Texas A&M University Biochemie und Biophysik lehrte, veröffentlichte im Jahr 2001 die Theorie, dass Stradivari das Holz mit Borax behandelt habe, um es vor Holzwürmern zu schützen, und dabei unbeabsichtigt eine Verbesserung des Klangs erzielt habe. Nagyvary konzentrierte sich jahrelang auf die chemische Holzbehandlung, obwohl es äußerst schwierig ist, entsprechendes Forschungsmaterial zu beschaffen. Schließlich gelangte Nagyvary an einige kleine Hobelspäne, die bei Reparaturarbeiten angefallen waren. 2006 konnte er erste Erkenntnisse über die Behandlung des Holzes einer Stradivari-Geige, eines Stradivari-Cellos und einer Guarneri-Geige veröffentlichen. 2009 gab er bekannt, dass im Holz dieser Instrumente neben Borax auch Fluoride, Chrom und Eisensalze enthalten sind, die in unbehandelten Hölzern nicht vorkommen. Seine Firma Nagyvary Violins versucht Geigen zu bauen, die dem Klangprofil von Stradivari- und Guarneri-Geigen möglichst genau entsprechen.
Die bei der Eidgenössischen Materialprüfungs- und Forschungsanstalt (Empa) tätige Schweizer Werkstoffingenieurin Melanie Spycher untersuchte im Jahr 2005 einen möglichen Einfluss von Schimmelpilzen auf den Klang. Sie versuchte modernes Instrumentenholz mittels spezieller holzzersetzender Pilze so zu bearbeiten, dass es dieselben Klangeigenschaften wie Stradivaris Klangholz erhält. Nach weiteren Forschungen der Empa baute ein Schweizer Geigenbauer mehrere Geigen aus pilzbehandeltem Holz. Bei einem Vergleichstest mit fünf Violinen im September 2009 wurde eine seiner Pilzholz-Geigen mit großem Abstand als die am besten klingende Geige bewertet, eine echte Stradivari kam auf den zweiten Platz (zu Details siehe Michael Rhonheimer).
Der Physiker Heinrich Dünnwald, der zusammen mit dem Geigenbauer Stefan-Peter Greiner Klanganalysen an mehr als 1000 Geigen durchgeführt hat, fand heraus, dass das Spektrum der Stradivari-Geigen sehr dem Vokal e bzw. i der menschlichen Stimme ähnelt, wodurch ihr Klang als angenehm und vertraut empfunden wird. Andere Geigen hätten oft ein Spektrum wie ö und ü, das eher dünn oder nasal klinge. Das Holz spiele dabei aber, so Dünnwald, keine entscheidende Rolle, ebenso wenig der Lack, da er extrem dünn sei. Der Klang gewöhnlicher Violinen lasse sich in Richtung Stradivari verbessern, indem man ein kleines Gewicht von weniger als 1/10 Gramm an einer speziellen Stelle anbringe. In der Fernsehsendung W wie Wissen klebte Dünnwald zur Andeutung ein Klümpchen Knetmasse mittig an den Rand des Stegs, wobei er die genaue Stelle jedoch als Firmengeheimnis nicht verraten wollte. Auf der Grundlage der gemeinsamen Klangforschung mit Dünnwald hat Greiner Kopien von Stradivari-Violinen für Musiker hergestellt – jeweils eine „Stradivari on demand“, ein Instrument, „das den alten Meistergeigen in nichts nachsteht, weder im Klang noch im Aussehen“.
Martin Schleske hat mit von ihm speziell entwickelten Computerprogrammen zur Schwingungsanalyse das akustische Verhalten alter Meistergeigen detailliert vermessen. Seine Datenbank mit den „akustischen Fingerabdrücken“ alter Meisterinstrumente umfasst etwa 90 Instrumente (Stand 2018). Er stellt auch „Klangkopien“ her – Musikinstrumente, die individuellen Referenzinstrumenten von Stradivari oder Guarneri nicht nur optisch, sondern auch akustisch möglichst genau entsprechen sollen. Schleske ist überzeugt, dass der besondere Klang der Stradivari-Instrumente nicht auf einem einzelnen Geheimnis beruht, sondern vor allem auf präziser Beobachtung und akribischer Handwerkskunst, die Stradivari offenbar meisterhaft beherrschte. Die alten italienischen Meister seien Künstler und zugleich „empirische Wissenschaftler“ und Entwickler gewesen, die durch stetige Anwendung des Prinzips „Versuch und Irrtum“ die Musikinstrumente immer weiter verbesserten.

### Hörtests mit Blindvergleichen
In der Fernsehsendung Das Geheimnis der Stradivari (2005 Arte France & Associés) wurde am Lehrstuhl für musikalische Akustik der Pariser Universität Pierre und Marie Curie ein Blind-Hörtest mit vier unterschiedlichen, von zwei Geigern gespielten Violinen durchgeführt. Dieser ergab, dass nicht jeder Zuhörer die Stradivari wie erwartet als das emotional meistbewegende Instrument bewertete, sondern viele stattdessen eine bestimmte moderne Violine für die Stradivari hielten. Die Macher der Sendung zogen damit den oft geäußerten Absolutheitsanspruch in Zweifel, Stradivaris seien grundsätzlich die Violinen mit dem besten oder gar dem „perfekten“ Klang.
Ein Team um Claudia Fritz, die als Klangforscherin an der Universität Pierre und Marie Curie in Paris arbeitet, hat weitere Tests dieser Art durchgeführt. Die Ergebnisse sprechen ebenfalls dafür, dass Stradivari-Geigen zwar sehr gut klingen, aber modernen Geigen nicht grundsätzlich überlegen sind. Bei einer im September 2012 durchgeführten Reihe von Blindversuchen hatten zehn Geigenvirtuosen zu entscheiden, welche von zwölf Violinen (sechs alte italienische Meisterstücke, davon fünf Stradivaris, und sechs moderne Instrumente) ihnen am besten zusagte. Die zehn Musiker vermochten nicht zu erkennen, ob es sich jeweils um ein altes oder um ein modernes Instrument handelte (Trefferquote auf Zufallsniveau). Sechs von ihnen entschieden sich für eine moderne Violine. Die modernen Violinen wurden im Schnitt höher bewertet bezüglich Kriterien wie Spielbarkeit und Klang. Die Ergebnisse wurden im April 2014 veröffentlicht. Laut einer Veröffentlichung im Jahr 2017 führten weitere Blindversuche in Konzertsälen – einmal mit 55 besonders fachkundigen Zuhörern in Paris, einmal mit rund 80 Zuhörern in New York – zu demselben Ergebnis: Die Zuhörer bevorzugten moderne Violinen.
Experten für Musikinstrumentenkunde kritisieren die von Claudia Fritz et al. durchgeführten Blindtests aus verschiedenen Gründen. Sie wenden ein, dass alle heute noch spielbaren Stradivaris mehrfach modifiziert und dabei moderneren Klangvorstellungen angepasst wurden. Deshalb klinge eine Stradivari heute anders als zu dem Zeitpunkt, als das Instrument die Werkstatt Stradivaris verließ. Zu beachten sei auch, dass Stradivari-Instrumente sich in ihrer Klangqualität und -charakteristik erheblich voneinander unterscheiden – einen einheitlichen, durchweg optimalen Stradivari-Klang gebe es gar nicht. Die Autoren hätten aber nicht mitgeteilt, welche Instrumente bei den Tests zum Einsatz kamen. Ferner seien die einzelnen Instrumente nicht gleich gut für alle Musikepochen sowie gleichermaßen für Kammermusik und Violinkonzerte geeignet, bei den Hörtests der Studie aus dem Jahr 2017 seien jedoch nur Passagen aus drei Violinkonzerten der späten Romantik gespielt worden (von Brahms, Tschaikowsky und Sibelius). Man könne auch nicht einfach irgendeine Stradivari nehmen und sofort den optimalen Klang herausholen – selbst die besten Virtuosen brauchten dafür eine Gewöhnungszeit. Schließlich sei das Instrument auch nur einer von mehreren Faktoren, die das Klangerlebnis bestimmen, und nicht der wichtigste. Tatsächlich spielen auch die Raumakustik sowie das Vorwissen und Erwartungen der Zuhörer eine große Rolle. Ein Blindtest sei insoweit unsinnig, als gerade das Wissen, dass es sich um eine Stradivari handle, den Genuss des Klangs erheblich steigern könne.

## Sammlungen in Museen (Auswahl)

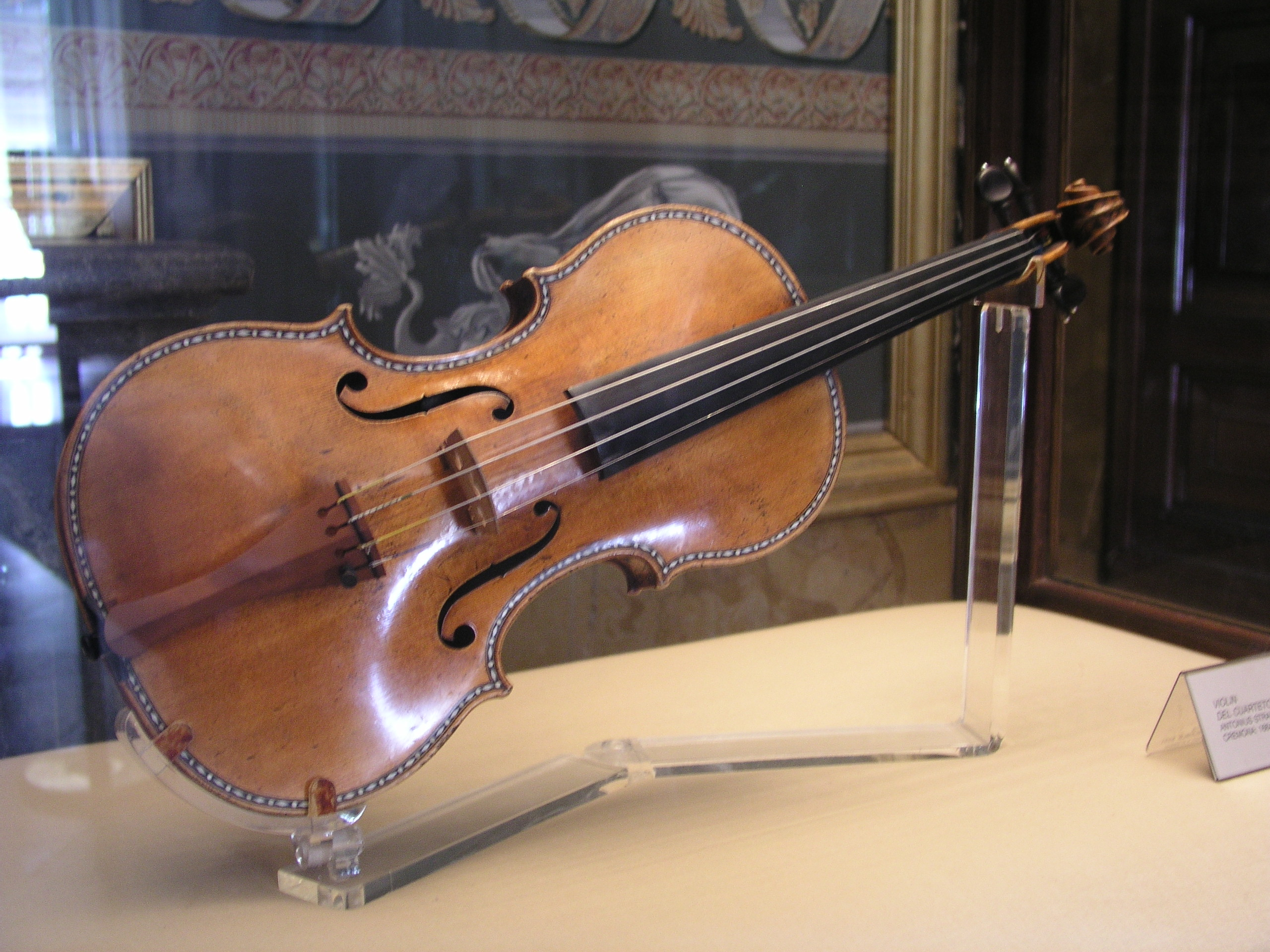
Ein verziertes Instrument: die zweite Violine (Baujahr ca. 1689) des „Cuarteto Real“ in Madrid

In Stradivaris Wirkungsort Cremona befindet sich das Museo del Violino. Zur ständigen Ausstellung gehören, neben jeweils einem Instrument von fünf anderen Meistern aus Cremona, vier Instrumente von Stradivari: die Violinen „Clisbee“ (1669), „Cremonese“ (1715) und „Vesuvius“ (1727) sowie das Violoncello „Stauffer ex Cristiani“ (1700). Der Klang dieser vier Instrumente wurde für die Nachwelt digitalisiert. In wechselnden Ausstellungen werden von dem Verbund Friends of Stradivari weitere Instrumente gezeigt.
Fünf Stradivari-Instrumente gehören dem spanischen Königshaus, sie befinden sich im Musikmuseum des Palacio Real („Königlicher Palast“) in Madrid. Von diesen zählen zwei Violinen, eine Bratsche und ein Cello zu den wenigen verzierten Stradivaris. Dieses besondere Quartett wird Cuarteto Palatino (Quartett des Palasts) oder Cuarteto Real (Königliches Quartett) oder auch Cuarteto Decorado (Dekoriertes Quartett) genannt. Das fünfte Instrument ist ein nicht verziertes Cello.
Zur Sammlung des Musée de la musique in Paris gehören sieben Instrumente von Antonio Stradivari: die fünf Violinen „Queux de Saint-Hilaire“ (um 1692), „Tua“ (1708), „Davidoff“ (1708), „Provigny“ (1716), „Sarasate“ (1724) sowie eine Gitarre und eine Pochette.
Eine der umfangreichsten Stradivari-Sammlungen befindet sich im Glinka-Museum für Musikkultur in Moskau. Bei einer Ausstellung im Jahr 2010 waren neun Violinen, eine Bratsche und ein Cello von Stradivari aus der staatlichen Instrumentensammlung Russlands zu sehen. Im Rahmen einer Kooperation mit Frankreich brachten junge russische Geiger bei Konzerten in Moskau (2011) und Bordeaux (2012) insgesamt vier Stradivari-Violinen und eine Stradivari-Bratsche zum Klingen, begleitet von Juri Baschmets Moskauer Kammerorchester, das ebenfalls auf Instrumenten aus dem Bestand des Museums musizierte. Bei einer Ausstellung mit dem Titel Der Stradivari-Mythos, die am 30. November 2017 eröffnet wurde, arbeitete das Glinka-Museum mit dem Museo del Violino in Cremona zusammen. Laut dem Museumsdirektor zählen fünfzehn Violinen von Stradivari zur Instrumentensammlung des Museums.
Ein Quartett verzierter Instrumente, das sogenannte „Axelrod-Quartett“, und das Cello „Servais“ gehören der Smithsonian Institution in Washington, D.C. und befinden sich in der Sammlung des dortigen National Museum of American History. Die fünf Instrumente waren bis 2012 öffentlich ausgestellt. Zwei Kilometer entfernt befinden sich weitere sechs Stradivari-Instrumente, in der Library of Congress. Fünf dieser Instrumente wurden ihr 1935 von Gertrude Clarke Whittall gestiftet. In Washington befinden sich somit insgesamt elf Instrumente von Stradivari.
In der Musikinstrumentensammlung des Metropolitan Museum of Art, New York, befinden sich drei Stradivari-Violinen (siehe Bilder unten) und das Cello Batta-Piatigorsky.

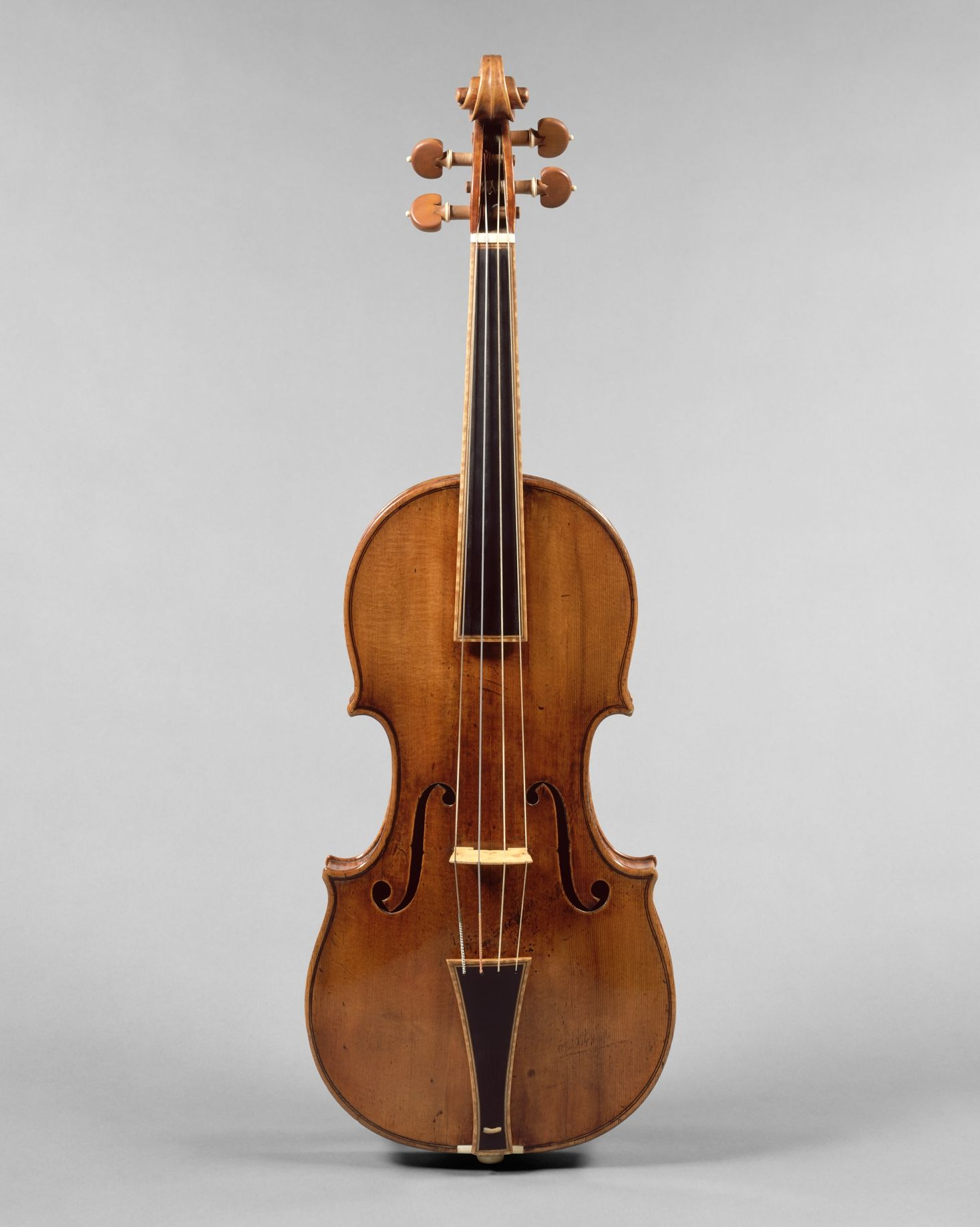
„Gould“ (1693)
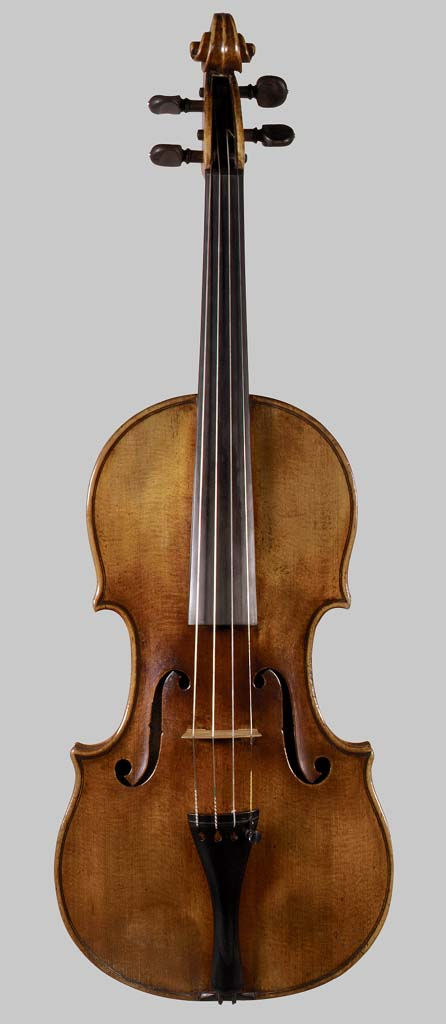
„Francesca“ (1694)
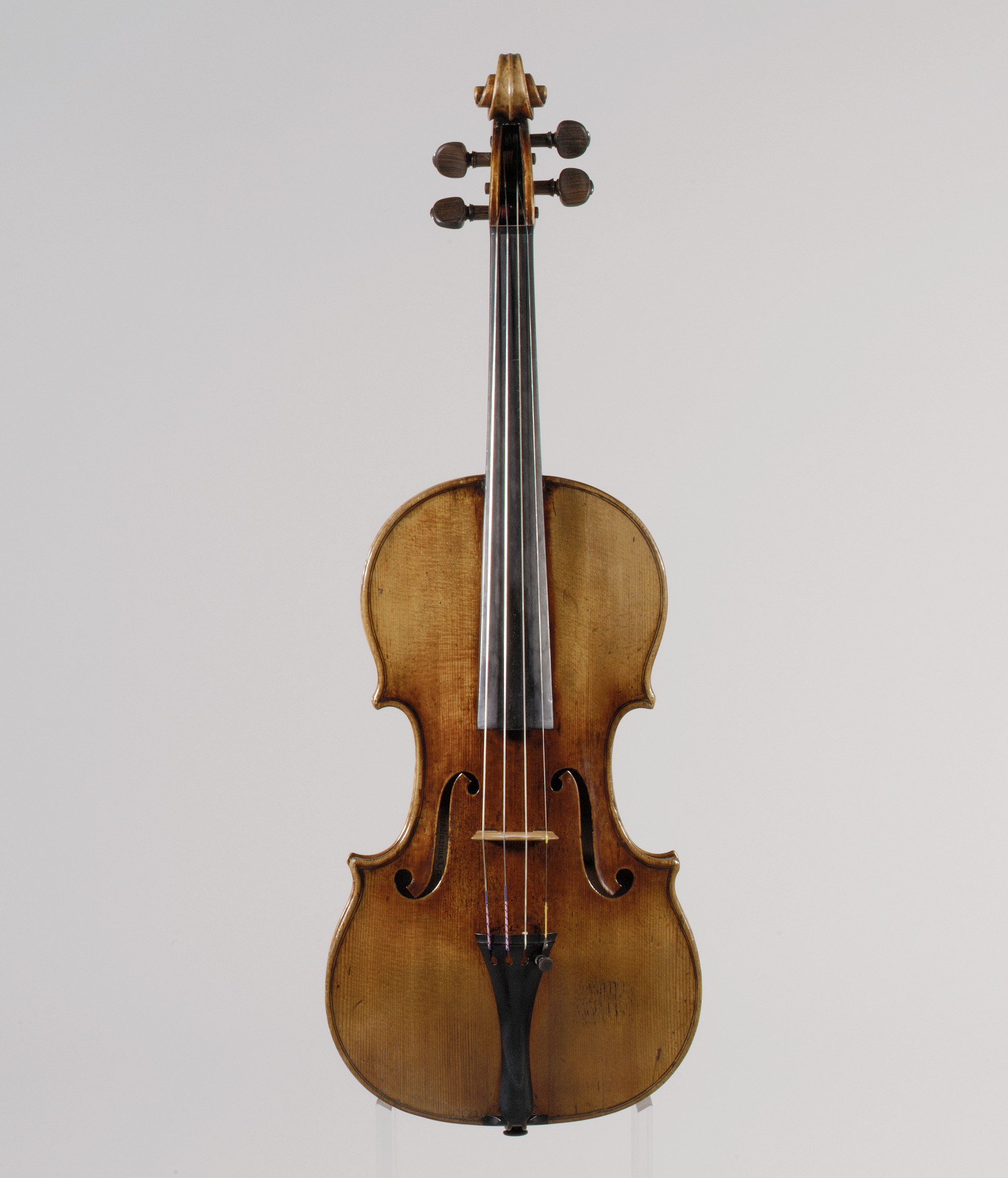
„Antonius“ (1711)